# Stanniool
Stanniool of staniol, ook bladtin of tinfolie genoemd, is zeer dun gewalst tin dat vroeger als verpakkingsmateriaal werd gebruikt. Het werd ook gebruikt op een drager van papier en werd dan aangeduid als zilverpapier. Tegenwoordig wordt voor dergelijke toepassingen hoofdzakelijk het goedkopere aluminiumfolie gebruikt. 
Stanniool komt echter nog steeds voor bijvoorbeeld als wikkel rond de kurk en hals van wijn- en champagneflessen en soms ook bierflessen.  
Het materiaal werd door Edison gebruikt als geluidsdrager in de eerste uitvoering van zijn fonograaf. 